# Seventh Tree
Seventh Tree är det fjärde studioalbumet av den engelska elektroniska duon Goldfrapp, utgivet den 21 februari 2008 på Mute Records.
Goldfrapp har beskrivit albumet som en "sensuell motpol till glitterboll-glamouren hos Supernature", deras senaste studioalbum från 2005. De säger att inspirationen kom från hedendom och surrealistiska barnböcker. Enligt Alison Goldfrapp kommer titeln på albumet från en dröm hon hade om ett stort vackert ekträd med siffran 7 på.
Till skillnad från gruppens två senaste dance-orienterade album Black Cherry och Supernature, är Seventh Tree mer en vidareutveckling av debutalbumet Felt Mountain. Dock finns det mycket som skiljer Seventh Tree från debutalbumet, främst användningen av akustisk gitarr och stråkinstrument i flera av låtarna. Låtarna på albumet har olika inslag av akustisk musik, ambient, electronica, folk och folktronica. Förutom duons bägge medlemmar var även den välkände brittiska producenten Flood delaktig i produktionen av albumet.
Första singeln från albumet, "A&E", släpptes den 11 februari 2008 och gick in på topp 10 i Storbritannien. Även albumet klättrade högt i Storbritannien med plats två som bästa placering, detta trots att det hade läckt ut på fildelningssajter i november 2007 (tre månader innan dess officiella utgivning).

## Specialutgåva
En specialutgåva av Seventh Tree släpptes den 3 november 2008 med nya albumillustrationer, fotografier och en DVD. Omslaget visar Alison Goldfrapp som kramar ett träd iklädd en clownkostym och Will Gregory med en uggledräkt. DVD:n innehåller musikvideor, bakom scenen-klipp och ett flertal liveframträdanden filmade vid The De La Warr Pavilion i Bexhill-on-Sea i juni 2008.

## Låtlista
Låtarna skrivna av Alison Goldfrapp och Will Gregory.
1. "Clowns" – 4:10
2. "Little Bird" – 4:26
3. "Happiness" – 4:18
4. "Road to Somewhere" – 3:53
5. "Eat Yourself" – 4:08
6. "Some People" – 4:42
7. "A&E" – 3:15
8. "Cologne Cerrone Houdini" – 4:27
9. "Caravan Girl" – 4:07
10. "Monster Love" – 4:22

Bonuslåtar på Itunes-utgåvan:
1. "You Never Know" (Live in London)
2. "Clowns" (Instrumental)

## Medverkande
Information från albumhäftet till Seventh Tree.

- Alison Goldfrapp – huvud- och bakgrundssång, producent, ljudtekniker (alla spår); mixning (8); art director, uggleteckningar
- Will Gregory – producent, ljudtekniker (alla spår); mixning (8)
- Jonathan Allen – strängtekniker
- Alexander Bălănescu – fiol (1, 2, 4–6, 8, 10)
- Nick Batt – ytterligare trumprogrammering (4, 7)
- Mark Berrow – fiol (1, 2, 4–6, 8, 10)
- Chris Clad – fiol (1, 2, 4–6, 8, 10)
- Dermot Crehan – fiol (1, 2, 4–6, 8, 10)
- David Daniels – cello (1, 2, 4–6, 8, 10)
- Max Dingle – ytterligare trumprogrammering (8)
- Cathy Edwards – art director
- Richard Evans – gitarr (10)
- Steve Evans – akustisk gitarr (7)
- Robin Firman – cello (1, 2, 4–6, 8, 10)
- Flood – ytterligare producent (1, 2, 4, 8, 10); medproducent (3, 5–7, 9); keyboard (3, 7, 9); gitarr, mixning (7); ytterligare notskaftsmixning (9)
- Cathy Giles – cello (1, 2, 4–6, 8, 10)
- Chris Goulstone – trumsamplingar (9); gitarr (10)
- Isobel Griffiths – strängentreprenör
- Tony Hoffer – mixning (1–6, 9, 10); pålägg (6, 7, 9); bas (9)
- Nick Ingman – strängdirigent, stränginstrumentation
- Charlie Jones – bas (2, 3, 8, 10); klangbas (9)
- Paul Kegg – cello (1, 2, 4–6, 8, 10)
- Patrick Kiernan – fiol (1, 2, 4–6, 8, 10)
- Boguslaw Kostecki – fiol (1, 2, 4–6, 8, 10)
- Peter Lale – altfiol (1, 2, 4–6, 8, 10)
- Paddy Lannigan – kontrabas (1, 2, 4–6, 8, 10)
- Serge Leblon – fotografi
- Alex Lee – akustisk gitarr (1, 8, 9); "Nashville"-gitarr[a] (2); bas, elgitarr (5)
- Aidan Love – ytterligare programmering (2, 8, 10); keyboard (8)
- Mat Maitland – art director, design
- Stephen Marcussen – mastering
- Stephen Marshall – assisterande strängtekniker
- Justin Meldal-Johnsen – bas (6, 7)
- Metro Voices – kör (3, 5, 9)
- Bill Mims – mixningsassistent (1–6, 9, 10); dubbelinspelningstekniker (6, 7, 9)
- Ann Morfee – fiol (1, 2, 4–6, 8, 10)
- Kit Morgan – akustisk gitarr (1)
- Stephen Morris – fiol (1, 2, 4–6, 8, 10)
- Andrew Murphy – akustisk gitarr (1)
- Everton Nelson – strängdirigent (alla spår); fiol (1, 2, 4–6, 8, 10)
- Jenny O'Grady – körledare (3, 5, 9)
- Tim Oliver – ytterligare tekniker
- Andy Parker – fiol (1, 2, 4–6, 8, 10)
- Melissa Phelps – cello (1, 2, 4–6, 8, 10)
- Tom Pigott-Smith – fiol (1, 2, 4–6, 8, 10)
- Chris Pitsilides – altfiol (1, 2, 4–6, 8, 10)
- Damon Reece – trummor (2, 3, 9); slagverk (3)
- Joanathan Rees – fiol (1, 2, 4–6, 8, 10)
- Simon Rogers – indisk gitarr (4)
- Mary Scully – kontrabas (1, 2, 4–6, 8, 10)
- Jackie Shave – fiol (1, 2, 4–6, 8, 10)
- Sonia Slany – fiol (1, 2, 4–6, 8, 10)
- Leila Stacey – assisterande strängentreprenör
- Cathy Thompson – fiol (1, 2, 4–6, 8, 10)
- Chris Tombling – fiol (1, 2, 4–6, 8, 10)
- Adrian Utley – fuzzbas, fuzzgitarr (9)
- Ruth Wall – harpasamplingar (4, 7)
- Denny Weston, Jr. – drums (6, 7)
- Debbie Widdup – fiol (1, 2, 4–6, 8, 10)
- Katie Wilkinson – altfiol (1, 2, 4–6, 8, 10)
- Chris Worsey – cello (1, 2, 4–6, 8, 10)

## Listplaceringar
| Lista (2008)               | Högsta position |
| -------------------------- | --------------- |
| Australien                 | 11              |
| Belgien (Flandern)         | 10              |
| Belgien (Vallonien)        | 36              |
| European Top 100 Albums    | 5               |
| Frankrike                  | 37              |
| Kanada                     | 28              |
| Nederländerna              | 24              |
| Irland                     | 9               |
| Italien                    | 57              |
| Norge                      | 18              |
| Nya Zeeland                | 39              |
| Portugal                   | 18              |
| Schweiz                    | 11              |
| Spanien                    | 72              |
| Storbritannien             | 2               |
| Tyskland                   | 21              |
| USA Billboard 200          | 48              |
| USA Top Rock Albums        | 14              |
| USA Top Alternative Albums | 12              |
| Österrike                  | 37              |

| Land           | Certifikat |
| -------------- | ---------- |
| Storbritannien | Guld       |

## Utgivningshistorik
| Land           | Datum            | Skivbolag    | Format                                                |
| -------------- | ---------------- | ------------ | ----------------------------------------------------- |
| Nederländerna  | 21 februari 2008 | EMI          | CD, begränsad upplaga CD+DVD, digital nedladdning     |
| Australien     | 22 februari 2008 | EMI          | CD, digital nedladdning                               |
| Tyskland       | 22 februari 2008 | EMI          | CD, digital nedladdning                               |
| Italien        | 22 februari 2008 | EMI          | CD, digital nedladdning                               |
| Frankrike      | 25 februari 2008 | Labels       | CD, begränsad upplaga CD+DVD, digital nedladdning     |
| Storbritannien | 25 februari 2008 | Mute Records | CD, begränsad upplaga CD+DVD, LP, digital nedladdning |
| USA            | 26 februari 2008 | Mute Records | CD, begränsad upplaga CD+DVD, LP, digital nedladdning |
| Finland        | 27 februari 2008 | EMI          | CD, begränsad upplaga CD+DVD, digital nedladdning     |
| Japan          | 27 februari 2008 | EMI          | CD, digital nedladdning                               |
| Storbritannien | 3 november 2008  | Mute Records | Specialutgåva på CD+DVD                               |
| USA            | 25 november 2008 | Mute Records | Specialutgåva på CD+DVD                               |

## Fotnoter
- A ^  Att på en gitarr byta ut tjockleken på strängarna E, A, D och G med tunnare strängar för att uppnå en oktav högre än standard.